# 南極点望遠鏡
南極点望遠鏡（なんきょくてんぼうえんきょう、South Pole Telescope, SPT）は、南極点に建設された口径10メートルの電波望遠鏡である。北アメリカの9つの大学及び研究機関が参加するSPT Collaborationが運用を行う。

## 概要
南極内陸部は標高が高く気温も低いので、きわめて乾燥している。また1年の半分は日が昇らないため、気温の変化に伴う大気状態の変動も小さい。このため、地球大気中の水蒸気に吸収されやすい電磁波の観測に適した場所である。1995年にはアムンゼン・スコット基地に口径1.7メートルの電波望遠鏡AST/RO (Antarctic Submillimeter Telescope and Remote Observatory) が建設され、サブミリ波帯での星間分子観測が行われてきた。
南極点望遠鏡の建設は2004年に開始された。南極の過酷な環境のもとでの建設作業を円滑に進めるため、2006年にはアメリカ合衆国テキサス州において仮組み立ておよび動作試験が行われた。その後望遠鏡は解体されたのちに南極で再度組み上げられ、2007年2月16日にファーストライトを迎えた。設置場所はアムンゼン・スコット基地から1キロメートルほど離れたDark Sector Laboratoryの一角、標高はおよそ2800メートルである。

## 目的
南極点望遠鏡の観測対象は、宇宙マイクロ波背景放射の測定である。宇宙マイクロ波背景放射はあらゆる方向からほぼ一様にやってくるが、その途中に銀河団が存在すると散乱を受け、そのエネルギー分布が変化する（スニヤエフ・ゼルドビッチ効果）。広範囲にわたって宇宙マイクロ波背景放射の観測を行うことで、そのエネルギー分布のわずかな変動から極めて遠方にある銀河団を検出することが可能である。このような遠方の銀河団は宇宙初期の構造形成の結果としてできたものであり、これらを研究することによって宇宙初期にダークエネルギーが果たした役割を明らかにすることができると期待されている。

## SPT Collaboration
南極点望遠鏡の運用を行うSPT Collaborationには、以下の大学・研究機関が参加している。
- ケース・ウェスタン・リザーブ大学
- コロラド大学ボルダー校
- ハーバード・スミソニアン天体物理学センター
- ジェット推進研究所
- マギル大学
- シカゴ大学
- イリノイ大学アーバナ・シャンペーン校
- カリフォルニア大学バークレー校
- カリフォルニア大学デービス校